# Tropico 3
Tropico 3 ist eine Wirtschaftssimulation und der dritte Teil der Tropico-Reihe. Das Spiel stellt damit den Nachfolger des 2003 erschienenen Spiels Tropico 2: Die Pirateninsel dar. Tropico 3 erschien am 24. September 2009 für Windows, eine Xbox-360-Version wurde knapp einen Monat später veröffentlicht. Diese Konsolenversionen stellt ein Novum in der Serie dar, die bisher nur für Windows und Macintosh erschien. Im Gegensatz zu den beiden Vorgängern wurde das Spiel nicht mehr von Take 2, sondern von Kalypso Media, die zuvor die Namensrechte an der Serie gekauft hatten, veröffentlicht. Entwickelt wurde das Spiel vom bulgarischen Team Haemimont Games. Im November 2008 war es erstmals angekündigt worden.
Das Add-on Tropico 3 – Absolute Power erschien im Mai 2010. Im August 2011 kam der Nachfolger Tropico 4 auf den Markt. Feral Interactive veröffentlichte 2012 eine macOS-Version. Eine auf Tropico 3 beruhende Mobilversion für iPad erschien am 18. Dezember 2018 unter dem Titel Tropico, eine Version für iPhone am 30. April 2019.

## Spielprinzip

### Allgemein
Wie im ersten Teil übernimmt der Spieler die Rolle von „El Presidente“, dem Diktator der fiktiven Bananenrepublik Tropico. Das Ziel des Spiels ist, diesen Inselstaat zu einer modernen Wirtschaftsmacht auszubauen.
Dazu gibt es verschiedene Wirtschaftszweige, die der Spieler auf seiner Insel fördern kann. Für den Export können sowohl Rohstoffe wie Öl oder Früchte als auch Industriegüter wie Zigarren oder Rum produziert werden. Eine weitere Einnahmequelle stellt der Tourismus dar. Der Spieler kann seine Insel mit Hotels und Attraktionen zu einem erfolgreichen Touristenresort ausbauen.
Doch der Spieler verdient auch an der Bevölkerung, die tropicanische Güter konsumiert, Attraktionen besucht und Mieten entrichtet.
Der Spieler muss beim Aufbau der Wirtschaft auch auf die Zufriedenheit seiner Bevölkerung achten. So sollten z. B. angenehme Arbeitsbedingungen gegeben sein, Mieten nicht zu hoch sein, Nahrungsversorgung gewährleistet sein und nicht allzu viel staatliche Kontrolle präsent sein.

Die Flagge des fiktiven Tropicos

Unzufriedene Bürger können zu Rebellen werden, die sich meist im Wald verstecken und gelegentlich Angriffe auf Gebäude, meist Wirtschaftsgebäude, verüben. Wenn Rebellen bei ihrem Angriff Erfolg haben, muss der Spieler damit rechnen, das sein Regierungssitz in naher Zukunft angegriffen wird. Sollten die Rebellen diesen zerstören, so ist die aktuelle Partie verloren. Zum Schutz vor Rebellionen kann der Spieler eine Armee aufbauen.
Die Außenpolitik nimmt in Tropico 3 ebenfalls eine wichtige Rolle ein. Der Spieler unterhält Beziehungen zu den USA und zur UdSSR. Sind diese Beziehungen gut, importieren diese Güter von Tropico und unterstützen den Spieler hin und wieder finanziell. Sind die Beziehungen schlecht, so läuft der Spieler Gefahr, durch eine Militärinvasion von einer der Supermächte als Staatschef abgelöst und ins Exil geschickt zu werden. Im Falle einer Invasion wird das aktuelle Spiel als verloren erklärt.

### Fraktionen
Wie im ersten Teil der Serie gibt es politische Fraktionen, denen die eigene Bevölkerung angehören können. Diese Fraktionen haben spezifische Bedürfnisse, die der Spieler zufriedenstellen muss, um gute Beziehungen mit der jeweiligen Fraktion zu unterhalten. Die meisten Tropicaner gehören mindestens einer der Fraktionen an. Es gibt insgesamt sieben Fraktionen, von denen üblicherweise drei dominant sind, dies sind die Kapitalisten, die Kommunisten und die Militaristen. Eine eher untergeordnete Rolle spielen die Fraktionen Intellektuelle, Religiöse, Umweltschützer und Nationalisten. Die Bedürfnisse dieser Fraktionen lassen sich von ihrem Namen ableiten. So fordern Religiöse eine hohe Kirchenpräsenz, während Intellektuelle den Bau von Schulen und Universitäten fokussieren. Häufig beziehen die Fraktionen einander entgegengesetzte Positionen, so lehnen zum Beispiel Umweltschützer große Industriebezirke ab, die von Kapitalisten begrüßt werden. Daher ist es nur selten möglich, zu allen Fraktionen ein gutes Verhältnis zu unterhalten.

### Wahlen und Erlässe
Der Spieler kann regelmäßig Wahlen veranstalten, die sich jedoch fälschen oder komplett verhindern lassen. Dies hat jedoch Auswirkungen auf die Zufriedenheit der Bevölkerung. Regelmäßige Wahlen werden vom akademischen Teil der Bevölkerung gefordert. Dies bedeutet, dass mit wachsender Industrialisierung und Modernisierung immer häufiger nach Wahlen gefordert wird. Bei Wahlen stehen dem Spieler Optionen wie Steuersenkungen, Reden, die Bestechung von Wählern sowie die Verhaftung oder Liquidierung politischer Gegner zur Verfügung.
Das Festsetzen eines Wahltermins stellt einen Präsidentenerlass dar. Erlässe sind spezielle Aktionen und Verordnungen, die dem Spieler Vorteile verschaffen. Erlässe sind z. B. Bildungsprogramme, Sportveranstaltungen, Werbeaktionen und auch die Anordnung eines Atomwaffentest.

### Charaktere
Das Aussehen von El Presidente kann vom Spieler selbst konfiguriert werden. Dazu stehen ihm verschiedene Optionen in Bereichen wie Kostüme, Frisuren, Bärte, Kopfbekleidungen, Hautfarben oder Accessoires zur Verfügung. Des Weiteren kann der Spieler auch den Hintergrund und Charakter seiner Spielfigur einstellen. Diese beiden Optionen haben direkten Einfluss auf das Spielgeschehen. So erhöht eine Figur, die als unternehmerisch beschrieben wird, die allgemeine Produktion. Ein Charakter mit dem Hintergrund Ölbaron gibt einen Bonus auf den Exportpreis von Ölprodukten.
Der Spieler kann aber auch aus einem Katalog vorgefertigter Spielfiguren auswählen. Dieser besteht aus 20 meist historischen Figuren, die, sofern historisch, relevante Persönlichkeiten aus Mittel- und Südamerika zur Zeit des Kalten Krieges darstellen. Zu ihnen zählen z. B. Che Guevara, Evita Perón oder Fidel Castro.

### Spielmodi
Es stehen zwei Modi zur Verfügung, die Kampagne und der Freie Modus. Die Kampagne besteht aus 15 nicht zusammenhängenden Missionen, die alle auf verschiedenen Inseln stattfinden und dem Spieler Ziele wie das Erwirtschaften eines gewissen Profits oder das Exportieren einer bestimmten Menge vorgegebener Güter auferlegen. Die Startbedingungen kann der Spieler nicht beeinflussen. Er kann allerdings seinen Charakter selbst erstellen und dabei Charaktereigenschaften festlegen, die ihm beim Erreichen des Missionsziels unterstützen.
Im Freien Modus erhält der Spieler keine Zielvorgaben und kann in Ruhe entweder auf einer zufällig erstellten oder einer vorgefertigten Insel mit dem Aufbau eines Bananenstaates beginnen. Die Startbedingungen sowie grundlegende Parameter wie politische Stabilität, Fruchtbarkeit der Insel oder Wohlwollen der Supermächte kann der Spieler selbst festsetzen.

## Tropico 3 – Absolute Power

Logo von Tropico 3 – Absolute Power

Das Add-on Tropico 3 – Absolute Power erschien am 12. Mai 2010. Die Erweiterung beinhaltet eine neue Kampagne mit zehn Missionen und neue Gebäude wie eine Mülldeponie, eine Waffenfabrik oder große Statuen. Ebenfalls eingeführt wurden neue Erlasse und die Fraktion der Loyalisten, die dem Spieler zusätzliche Punkte einbringt. Eine weitere Neuerung sind die Fraktionsunglücke, die bei schlechten Beziehungen mit der jeweiligen Gruppe ausgelöst werden, z. B. Studentenproteste oder Umweltschützer-Blockaden.

## Tropico 3 – Steam Special Edition
Die Steam Special Edition von Tropico 3 beinhaltet zwei zusätzliche Karten für den Sandbox-Spielmodus sowie zwei zusätzliche Kostüme für den El Presidente Avatar Editor. Die Steam Special Edition ist nur über Steam erhältlich. Sie wurde in Nordamerika am 21. Oktober 2009 veröffentlicht, war aber ursprünglich für den 25. Oktober 2009 angesetzt. Die Internationale Veröffentlichung fand am 14. November 2009 statt.

## Tropico 3: Gold Edition

Logo von Tropico 3: Gold Edition

Am 23. September 2010 erschien Tropico 3: Gold Edition. Diese Version beinhaltet sowohl das Hauptspiel, als auch das Add-on.

## Rezeption
Von der Fachpresse wurde das Spiel überwiegend positiv bewertet. Die PC Games vergab eine Wertung von 83 % und nannte das Spiel eine „gelungene Fortsetzung mit jeder Menge Tropico-Charme“. Gameswelt vergab mit 87 % ebenfalls eine hohe Wertung. In der GameStar und der M! Games äußerten sich mit 79 % bzw. 73 % (Xbox-360-Wertung) dagegen eher kritische Stimmen.